# Fehendhoo
Fehendhoo är en ö i Maldiverna. Den ligger i den norra delen av landet, 100 km nordväst om huvudstaden Malé. Geografiskt är den en del av Goidhoo atoll och tillhör administrativt Baa atoll.
Tropiskt monsunklimat råder i trakten. Årsmedeltemperaturen i trakten är 26 °C. Den varmaste månaden är april, då medeltemperaturen är 28 °C, och den kallaste är juli, med 25 °C. Genomsnittlig årsnederbörd är 2 130 millimeter. Den regnigaste månaden är maj, med i genomsnitt 371 mm nederbörd, och den torraste är januari, med 45 mm nederbörd.